# Cangur rata del desert
El cangur rata del desert (Caloprymnus campestris) és un metateri extint de la família dels cangurs rata (Potoroidae). Els aborígens australians l'anomenaven oolacunta. Aquesta espècie fou vista per primera vegada pels europeus l'any 1841, quan se'l considerava una espècie comuna. Tanmateix, els europeus no en trobaren cap altre espècimen en els noranta anys següents. El 1931, el conservador de la secció de mamífers del Museu d'Austràlia Meridional, Hedley Herber Finlayson, en trobà una colònia sencera, però quatre anys més tard la colònia desaparegué. Actualment es considera que el cangur rata del desert està extint, però hi ha gent que diu que podria haver sobreviscut en algun lloc del vast interior d'Austràlia.